# Wilczyn (powiat trzebnicki)
Wilczyn (dawniej: Wilczyn Leśny; niem. Heidewilxen) – wieś w woj. dolnośląskim, w pow. trzebnickim, w gminie Oborniki Śląskie, położona przy drodze Oborniki Śląskie – Trzebnica. 

## Nazwa
Według niemieckiego językoznawcy Heinricha Adamy’ego nazwa miejscowości wywodzi się od polskiej nazwy drapieżnika wilka. W swoim dziele o nazwach miejscowości na Śląsku wydanym w 1888 roku we Wrocławiu wymienia on najwcześniejszą nazwę wsi jako Wilczin podając jej znaczenie "Wolfsdorf" czyli po polsku "Wieś wilków". Nazwa wsi została później fonetycznie zgermanizowana na Wilxen i utraciła swoje pierwotne znaczenie.

## Położenie
Wilczyn jest położony wśród Wzgórz Trzebnickich. Sąsiadują z nim Lesiste Wzgórza – jedno z nielicznych zalesionych odgałęzień Wzgórz Trzebnickich – Wilczyńskie Lasy. W odległości około 1 km za wsią znajdują się dwa stawy rybne, pełniące funkcję hodowlaną (głównie hodowla karpia) oraz rekreacyjną (kąpielisko). W pobliskich lasach (między Obornikami a Wilczynem) przez kilka kilometrów ciągnie się stary rów przeciwczołgowy, zbudowany przez Niemców w czasie II wojny światowej dla utrudnienia przejazdu wojskom radzieckim.

## Historia
Obecnie znana jako wieś letniskowa, jest jedną z najwcześniej wymienianych w dokumentach wsi powiatu trzebnickego. Już w dokumencie Bolesława Wysokiego z roku 1175, zatwierdzającym posiadłości cystersów w Lubiążu, wśród dóbr należących do zakonu wymieniona jest karczma w Wilczynie (taberna in Wiltsin). Ostatecznie cała wieś została zatwierdzona jako dobro klasztorne przez Henryka Brodatego w dokumencie z roku 1202 (item Vilxino sicut a quibusdam eidem est collata monasterio). 
Wskutek reformacji Wilczyn przestał być dobrem klasztornym – większość mieszkańców była wyznania luterańskiego. Do roku 1945 we wsi znajdował się dwór rodziny Lauterbachów oraz kościół ewangelicki. Wojnę przetrwała neogotycka kaplica na dawnym cmentarzu ewangelickim, obecnie nieużywana. W krypcie kaplicy zachowała się zniszczona płyta nagrobna Lauterbachów.
W latach 1975–1998 miejscowość należała administracyjnie do województwa wrocławskiego.

## Zabytki
Do wojewódzkiego rejestru zabytków wpisane są:
- dawny cmentarz ewangelicki, z pierwszej połowy XIX w.
- mauzoleum rodowe rodziny von Lauterbach, z 1868 r.

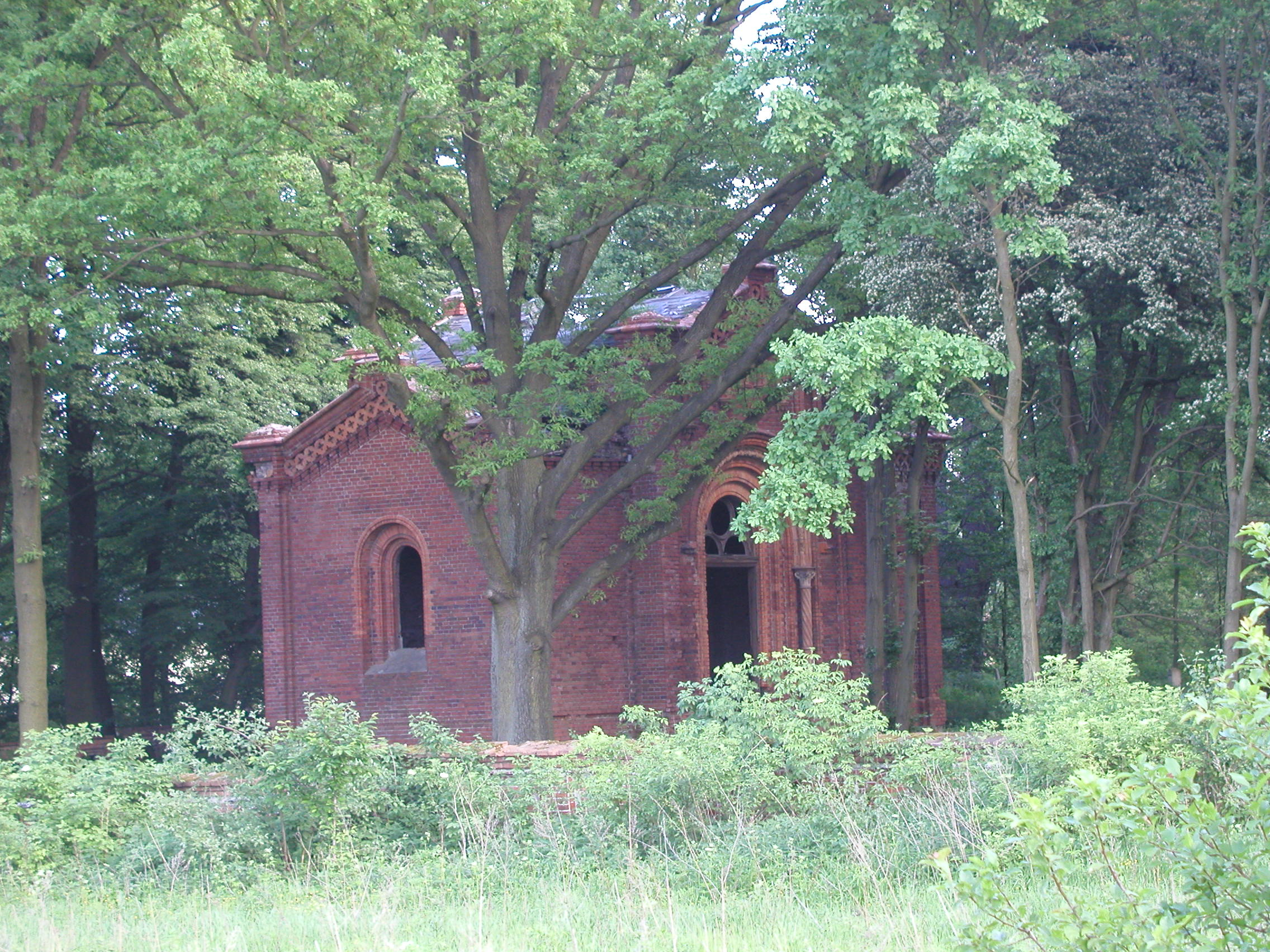
Mauzoleum rodziny von Lauterbach
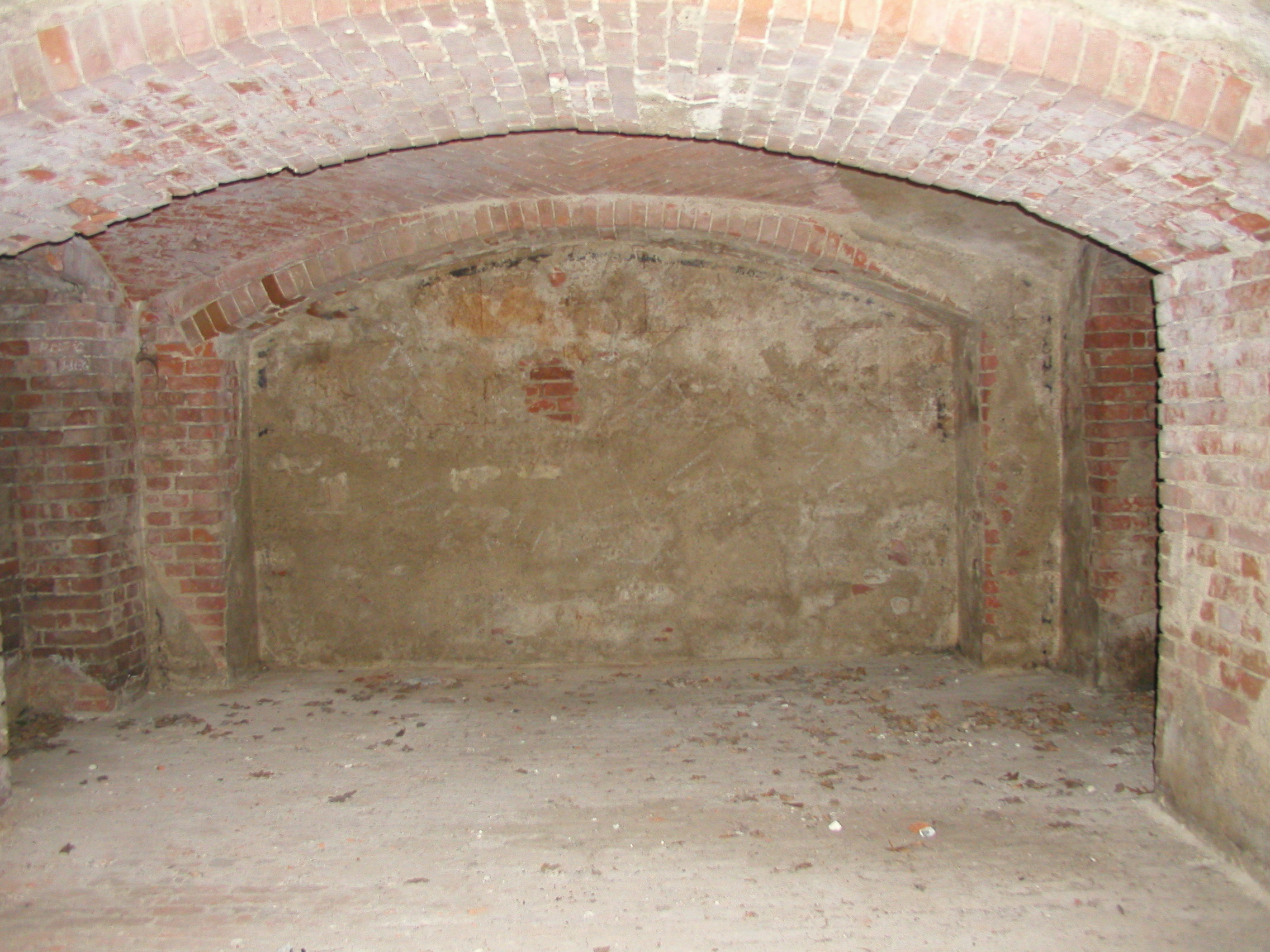
Krypta mauzoleum rodziny von Lauterbach
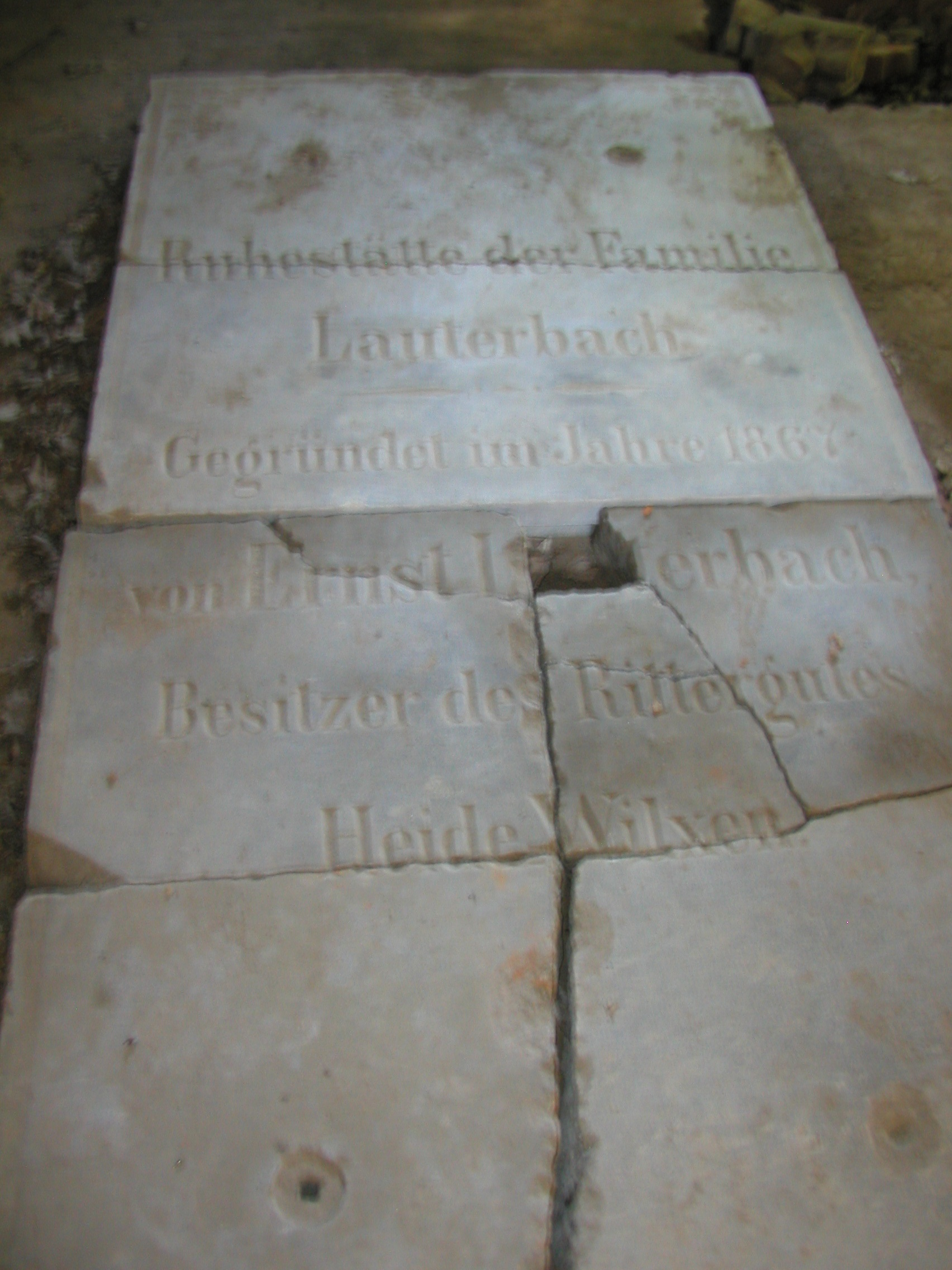
Płyta nagrobna w mauzoleum rodziny von Lauterbach

## Obiekty religijne
- Sala Królestwa Świadków Jehowy (zbory: Trzebnica, Oborniki Śląskie)[6].